# O'Neills
A O'Neills Irish International Sports Company Ltd. é uma empresa irlandesa de acessórios esportivos. A marca possui permissão da Adidas para utilizar em seus equipamentos as 3 listras.

## Clubes Patrocinados
Irlanda
- Bohemian
- UCD

## Acessórios
Os principais acessórios da empresa são bolas (Usadas na All-Ireland Senior Football Championship) e uniformes de Futebol Gaélico ou Cáid e de Rúgby.